# Bærumsmarka
Bærumsmarka là một làng nằm ở Na Uy.